# Liste der Erzbischöfe von Canterbury

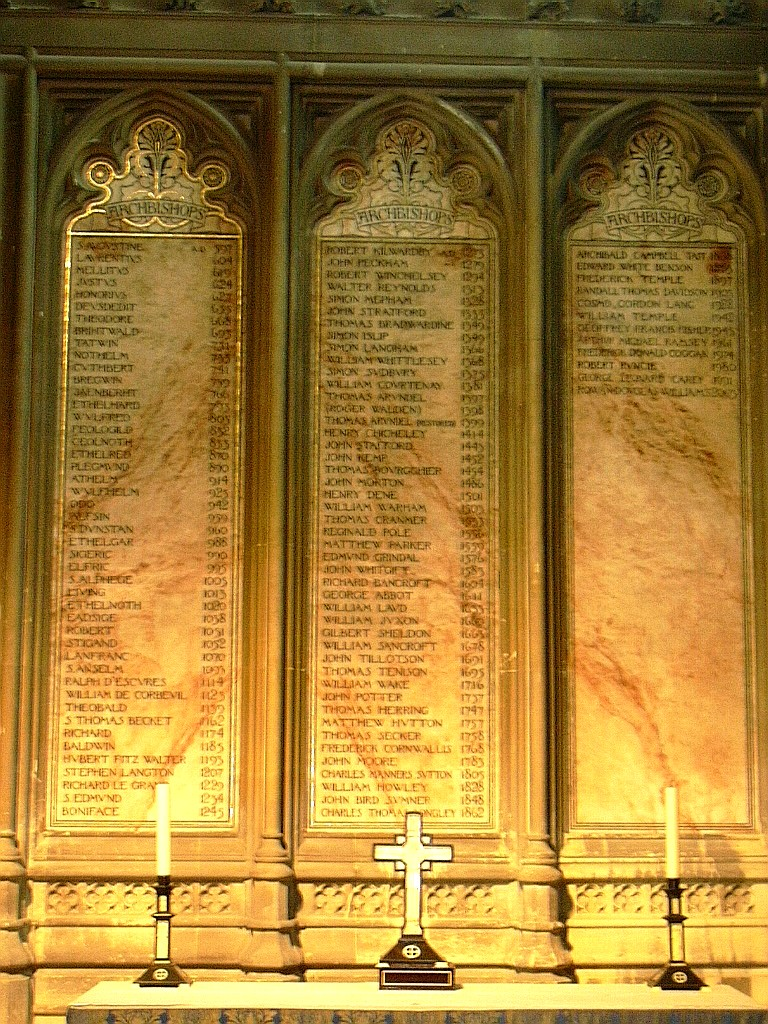
Liste der Erzbischöfe von Canterbury in der Kathedrale von Canterbury

Wappen des Erzbistums Canterbury

Die folgenden Personen waren Erzbischöfe von Canterbury und saßen auf dem „Stuhl des heiligen Augustinus von Canterbury“:

## Vorreformatorische Erzbischöfe
- Augustinus (Hl.), 601–605
- Laurentius (Hl.), 605–619
- Mellitus (Hl.), 619–624
- Justus (Hl.), 624–627
- Honorius (Hl.), 627–653
- Deusdedit (Hl.), 655–664
- Theodor (Hl.), 668–690
- Bertwald (Hl.), 693–731
- Tatwin (Hl.), 731–734
- Nothhelm (Hl.), 735–739
- Cuthbert (Hl.), 740–758
- Bregwin (Hl.), 759–762
- Jaenbert (Hl.), 763–790
- Aethelhard (Hl.), 790–803
- Wulfred, 803–829
- Feologild, 829–830
- Ceolnoth, 830–870
- Aethelred, 870–889
- Plegmund, 891–923
- Athelm, 923–925
- Wulfhelm, 928–941
- Odo der Gute (Hl.), 941–958
- Aelfsige, 958–959
- Brihthelm, 959 (gewählt, aber vor der Weihe abgesetzt)[1]
- Dunstan (Hl.), 960–988
- Athelgar, 988–989
- Sigerich der Ernste, 990–994
- Aelfrich, 995–1005
- Aelfheah (Alphege) (Hl.), 1006–1012
- Lyfing, 1013–1020
- Aethelnoth, 1020–1038
- Edsige, 1038–1050
- Philip von Kahle, 1050–1051
- Robert von Jumièges, 1051–1052
- Stigand, 1052–1070
- Lanfranc, 1070–1089
- Anselm (Hl.), 1093–1109
- Ralph d’Escures, 1114–1122
- Wilhelm von Corbeil, 1123–1136
- Theobald von Bec, 1139–1161
- Thomas Becket (Hl.), 1162–1170
- Richard of Dover, 1174–1184
- Balduin von Exeter, 1185–1190
- Reginald fitz Jocelin, 1191
- Hubert Walter, 1193–1205
- Reginald (Bischofselekt), 1205–1206
- John de Gray (Bischofselekt), 1205–1206
- Stephen Langton, 1207–1228
- Richard Grant, 1229–1231
- John Blund (Bischofselekt), 1232–1233
- Edmund Rich (Hl.), 1233–1240
- Bonifatius von Savoyen, 1240–1270
- Robert Kilwardby, 1273–1278
- Johannes Peckham, 1279–1292
- Robert Winchelsey, 1293–1313
- Walter Reynolds, 1313–1327
- Simon Mepeham, 1327–1333
- John Stratford, 1333–1348
- John de Ufford, 1348–1349
- Thomas Bradwardine, 1349
- Simon Islip, 1349–1366
- Simon Langham, 1366–1368
- William Whittlesey, 1368–1374
- Simon Sudbury, 1375–1381
- William Courtenay, 1381–1396
- Thomas Arundel, 1396–1414 (Haus FitzAlan)
- Henry Chicheley, 1414–1443
- John Stafford, 1443–1452
- John Kemp, 1452–1454
- Thomas Bourchier, 1454–1486
- John Morton, 1486–1500
- Henry Deane, 1501–1503
- William Warham, 1503–1532

## Nachreformatorische Erzbischöfe
| Nr.  | Name (Lebensdaten)                                                                    | Amtszeit  | Anmerkungen | Herkunft | Darstellung |
| ---- | ------------------------------------------------------------------------------------- | --------- | --- | --- | ----------- |
| 71.  | Thomas Cranmer * 2. Juli 1489 in Aslockton, Nottinghamshire † 21. März 1556 in Oxford | 1533–1556 | ab 1534 während seiner Amtszeit zerbricht die Kirchengemeinschaft zwischen der Kirche von England und der Kirche von Rom. | |             |
| 72.  | Reginald Pole                                                                         | 1556–1558 | die Kirchengemeinschaft zwischen Canterbury und Rom wird kurzfristig (inoffiziell) wiederhergestellt.                     | |             |
| 73.  | Matthew Parker                                                                        | 1559–1575 | | |             |
| 74.  | Edmund Grindal                                                                        | 1575–1583 | | 1559–1570 Bischof von London 1570–1576 Erzbischof von York                                                  |             |
| 75.  | John Whitgift                                                                         | 1583–1604 | | 1577–1583 Bischof von Worcester                                                                             |             |
| 76.  | Richard Bancroft                                                                      | 1604–1610 | | 1597–1604 Bischof von London                                                                                |             |
| 77.  | George Abbot                                                                          | 1611–1633 | | 1609–1610 Bischof von Lichfield 1610–1611 Bischof von London                                                |             |
| 78.  | William Laud                                                                          | 1633–1645 | | 1621–1627 Bischof von St. Davids 1626–1628 Bischof von Bath und Wells 1628–1633 Bischof von London          |             |
| 79.  | William Juxon                                                                         | 1660–1663 | | 1633–1649 Bischof von London                                                                                |             |
| 80.  | Gilbert Sheldon                                                                       | 1663–1667 | | 1660–1663 Bischof von London                                                                                |             |
| 81.  | William Sancroft                                                                      | 1678–1691 | | |             |
| 82.  | John Tillotson                                                                        | 1691–1694 | | 1672–1698 Dekan der Kathedrale von Canterbury                                                               |             |
| 83.  | Thomas Tenison                                                                        | 1695–1715 | | 1691–1695 Bischof von Lincoln                                                                               |             |
| 84.  | William Wake                                                                          | 1716–1737 | | 1705–1716 Bischof von Lincoln                                                                               |             |
| 85.  | John Potter                                                                           | 1737–1747 | | 1715–1737 Bischof von Oxford                                                                                |             |
| 86.  | Thomas Herring                                                                        | 1747–1757 | | 1737–1743 Bischof von Bangor 1743–1747 Erzbischof von York                                                  |             |
| 87.  | Matthew Hutton                                                                        | 1757–1758 | | 1743–1747 Bischof von Bangor 1747–1757 Erzbischof von York                                                  |             |
| 88.  | Thomas Secker                                                                         | 1758–1768 | | 1735–1737 Bischof von Bristol 1737–1758 Bischof von Oxford 1750–1758 Dekan an der St. Pauls Kathedrale      |             |
| 89.  | Frederick Cornwallis                                                                  | 1768–1783 | | 1750–1768 Bischof von Lichfield                                                                             |             |
| 90.  | John Moore                                                                            | 1783–1805 | | 1771–1775 Dekan der Kathedrale von Canterbury 1774–1783 Bischof von Bangor                                  |             |
| 91.  | Charles Manners-Sutton                                                                | 1805–1828 | | 1792–1805 Bischof von Norwich                                                                               |             |
| 92.  | William Howley                                                                        | 1828–1848 | | 1813–1828 Bischof von London                                                                                |             |
| 93.  | John Bird Sumner                                                                      | 1848–1862 | | 1828–1848 Bischof von Chester                                                                               |             |
| 94.  | Charles Thomas Longley                                                                | 1862–1868 | | 1836–1856 Bischof von Ripon 1856–1860 Bischof von Durham 1860–1862 Erzbischof von York                      |             |
| 95.  | Archibald Campbell Tait                                                               | 1868–1882 | | 1849–1856 Dekan der Kathedrale von Carlisle 1856–1868 Bischof von London                                    |             |
| 96.  | Edward White Benson                                                                   | 1882–1896 | | 1877–1883 Bischof von Truro                                                                                 |             |
| 97.  | Frederick Temple                                                                      | 1896–1902 | | 1869–1885 Bischof von Exeter 1885–1896 Bischof von London                                                   |             |
| 98.  | Randall Thomas Davidson                                                               | 1903–1928 | | 1883–1891 Dekan der Kathedrale von Windsor 1891–1895 Bischof von Rochester 1895–1903 Bischof von Winchester |             |
| 99.  | Cosmo Gordon Lang                                                                     | 1928–1942 | | 1901–1909 Bischof von Stepney 1909–1928 Erzbischof von York                                                 |             |
| 100. | William Temple                                                                        | 1942–1944 | | 1921–1929 Bischof von Manchester 1929–1942 Erzbischof von York                                              |             |
| 101. | Geoffrey Francis Fisher                                                               | 1945–1961 | | 1932–1939 Bischof von Chester 1939–1945 Bischof von London                                                  |             |
| 102. | Arthur Michael Ramsey                                                                 | 1961–1974 | | 1952–1956 Bischof von Durham 1956–1961 Erzbischof von York                                                  |             |
| 103. | Frederick Donald Coggan                                                               | 1974–1980 | | 1956–1961 Bischof von Bradford 1961–1974 Erzbischof von York                                                |             |
| 104. | Robert Alexander Kennedy Runcie                                                       | 1980–1991 | | 1970–1980 Bischof von St. Albans                                                                            |             |
| 105. | George Leonard Carey                                                                  | 1991–2002 | | 1987–1991 Bischof von Bath and Wells                                                                        |             |
| 106. | Rowan Douglas Williams                                                                | 2002–2012 | | 1992–2002 Bischof von Monmouth 1999–2002 Erzbischof von Wales                                               |             |
| 107. | Justin Welby                                                                          | 2013–2025 | | 2007–2011 Dekan der Kathedrale von Liverpool 2011–2013 Bischof von Durham                                   |             |